# Sidecar speedway

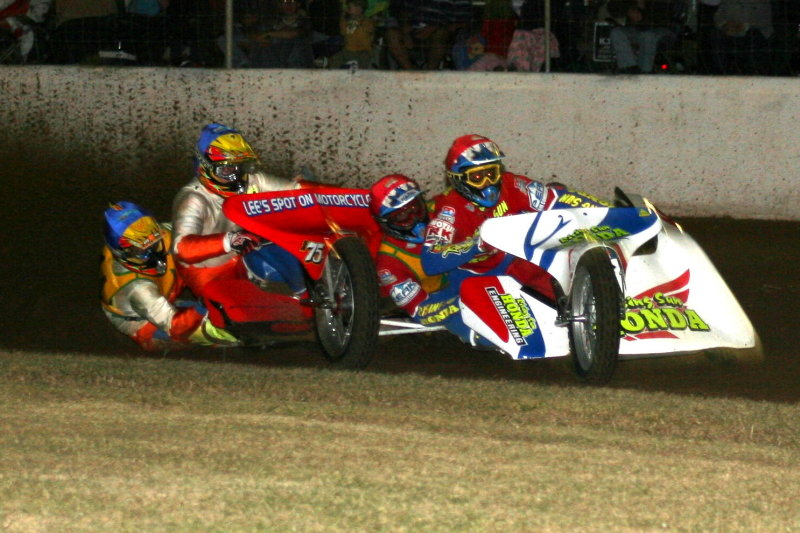
Wyścig – załogi balansują na wirażu

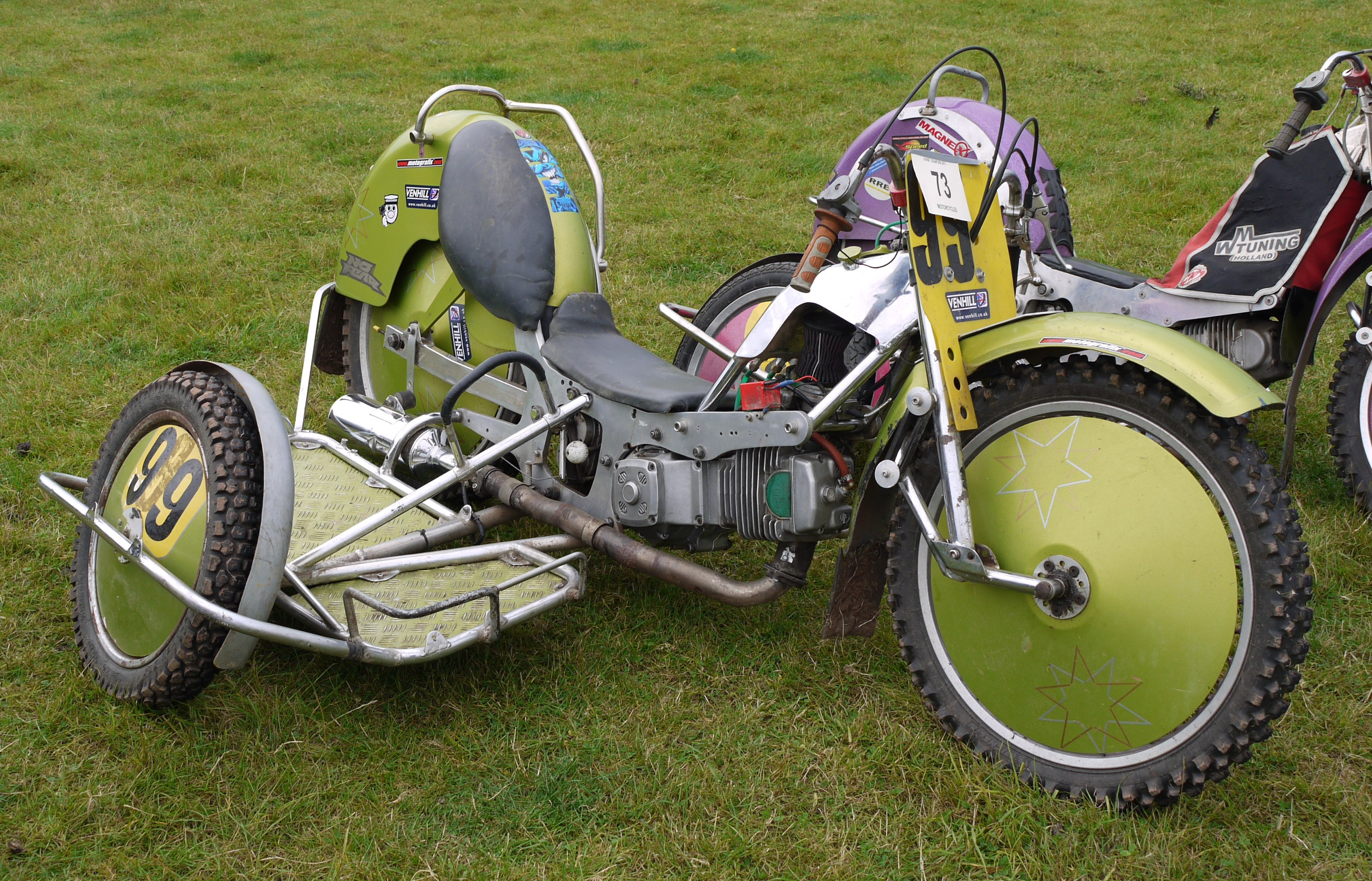
Motocykl z bocznym wózkiem używany w tej odmianie sportu żużlowego

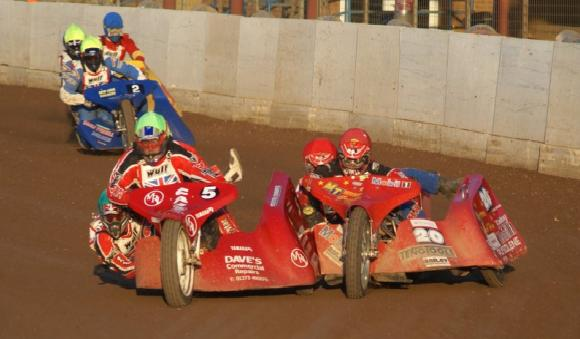
W „żużlu wózkowym” często dochodzi do kontaktu między załogami

Sidecar speedway – sport motocyklowy będący odmianą sportu żużlowego polegający na wyścigach trójkołowych motocykli z bocznymi wózkami o pojemności 1000 cm³ na torze kształtem zbliżonym do owalu. W każdym wyścigu bierze udział 4 jeźdźców wraz z pasażerami (w sumie 8 uczestników), którzy pokonują tor na dystansie 4 okrążeń zgodnie z ruchem wskazówek zegara. Pasażer siedzący w bocznym wózku (tak zwany „swingman”) jest tak samo zaangażowany w wyścig jak jeździec, bowiem obaj balansują ciałem na wirażach. Tor dla tej odmiany „żużla” ma miękką łupkowatą nawierzchnię i dlatego ważna jest przyczepność motocykla na wirażach do jak najlepszego toru jazdy na prostej. „Swingman” pełni ważną rolę w kontrolowaniu przyczepności na tylnym kole, przesuwając swój ciężar do przodu, do tyłu i na boki do lub od motocykla, który skręca podczas wyścigu w prawo (chociaż kierownica skręca się w obie strony), więc pasażer znajduje się zawsze po prawej stronie motocykla. 
Sidecar speedway – popularny w Australii, Nowej Zelandii, Stanach Zjednoczonych i Wielkiej Brytanii – jest bardzo podobny do „żużla” na torze trawiastym dlatego wiele załóg ściga się w obu odmianach „czarnego sportu”.
1 kwietnia 2018 na torze w Gillman na przedmieściach Adelaide w Australii rozegrany został finał Mistrzostw Świata w sidecarach. Zwyciężyli gospodarze – Darrin Treloar/Jesse Headland. Drugie miejsce także zajęli Australijczycy – Mark Mitchell/Tony Carter, a trzecie Andrew Buchanan/Denny Cox z Nowej Zelandii. 

## Motocykl
Podobnie jak w konwencjonalnym sporcie żużlowym, motocykl nie jest wyposażony w skrzynię biegów, hamulec oraz oświetlenie. Moc silnika o pojemności 1000 cm³ może wynosić nawet 180 koni mechanicznych, a maksymalna prędkość sięga nawet około 130 kilometrów na godzinę.

## Sport kontaktowy
Jedną z głównych różnic między „żużlem wózkowym” a tym klasycznym jest zasada kontaktu pomiędzy uczestnikami wyścigu. W klasycznym „żużlu” każdy kontakt jest surowo zabroniony, a zasada ta jest bardzo mocno egzekwowana przez sędziów. Jednak ze względu na gabaryty motocykli z bocznymi wózkami, kontakt między maszynami jest nieunikniony. Jeśli jednak załoga motocykla zostanie uznana za wypychającą inną załogę będącą na „szybszej ścieżce”, może zostać wykluczona. Zasada ta jest bardzo trudna do osądzenia i egzekwowania, dlatego często jest przyczyną kontrowersji. Załoga może również zostać wykluczona ze względu na utratę pasażera. Podobne zasady do konwencjonalnego „żużla” obejmują:
- opuszczenie toru w trakcie wyścigu,
- dotknięcie lub zerwanie taśmy startowej,
- brak wjazdu na tor w ciągu 3-minutowego limitu czasowego.

## Źródło
- What is Sidecar?. Australian Speedway Championships. [dostęp 2019-05-28]. (ang.).